# Liolaemus famatinae
Liolaemus famatinae är en ödleart som beskrevs av  José Miguel Cei 1980. Liolaemus famatinae ingår i släktet Liolaemus och familjen Tropiduridae. Inga underarter finns listade i Catalogue of Life.